# علم الآثار تحت الماء

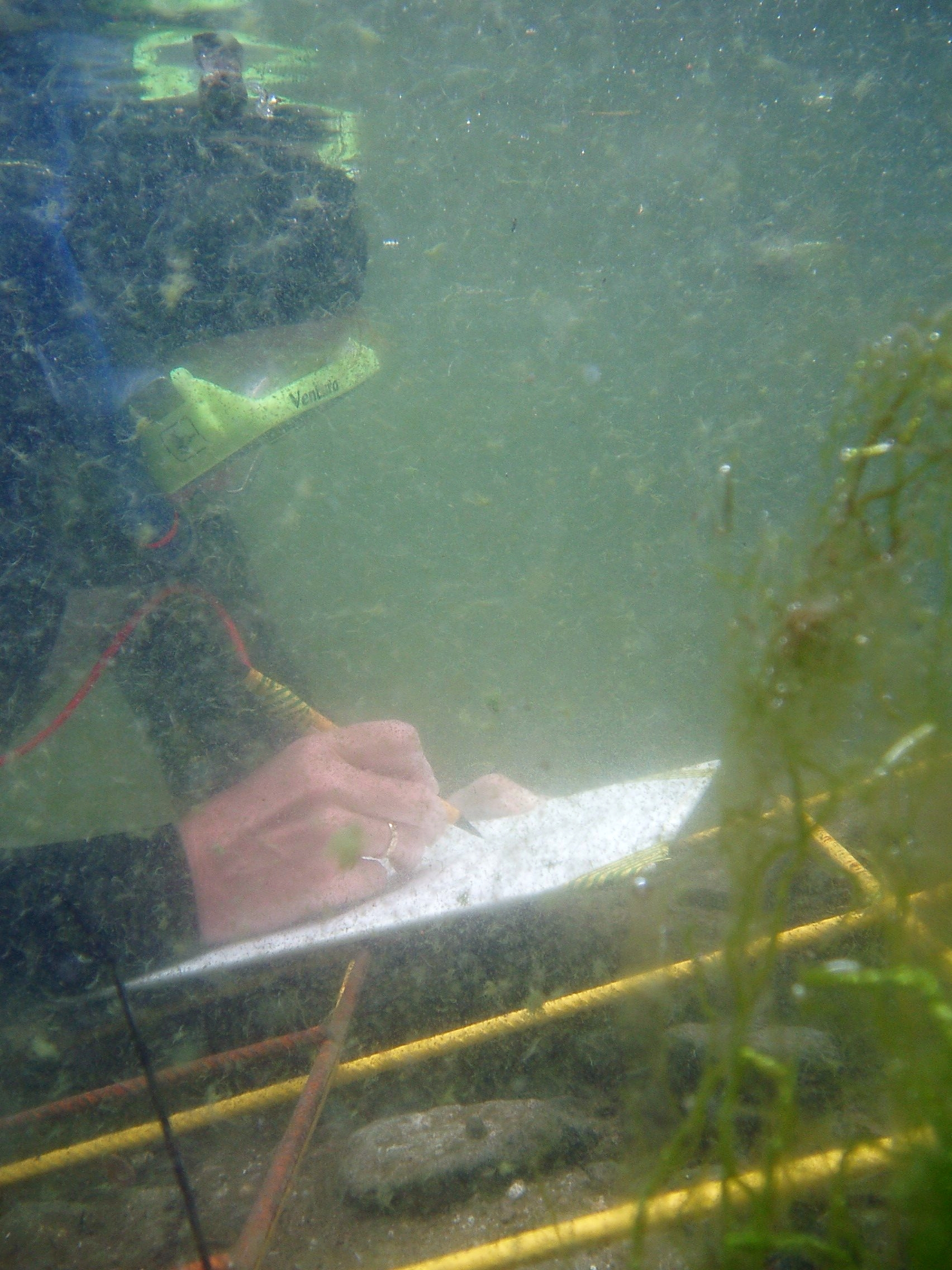
الرسم على نطاق واسع تحت الماء

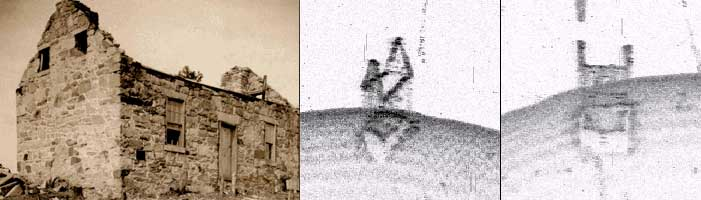
شوهدت مستوطنة منزل صخري على اليسار في عام 1927 بينما كانت بحيرة موراي (ساوث كارولينا) قيد الإنشاء ، والوسط واليمين هما زاويتان من الجوانب على سونار المسح الجانبي في 100 قدم من المياه العذبة تحت البحيرة في عام 2005

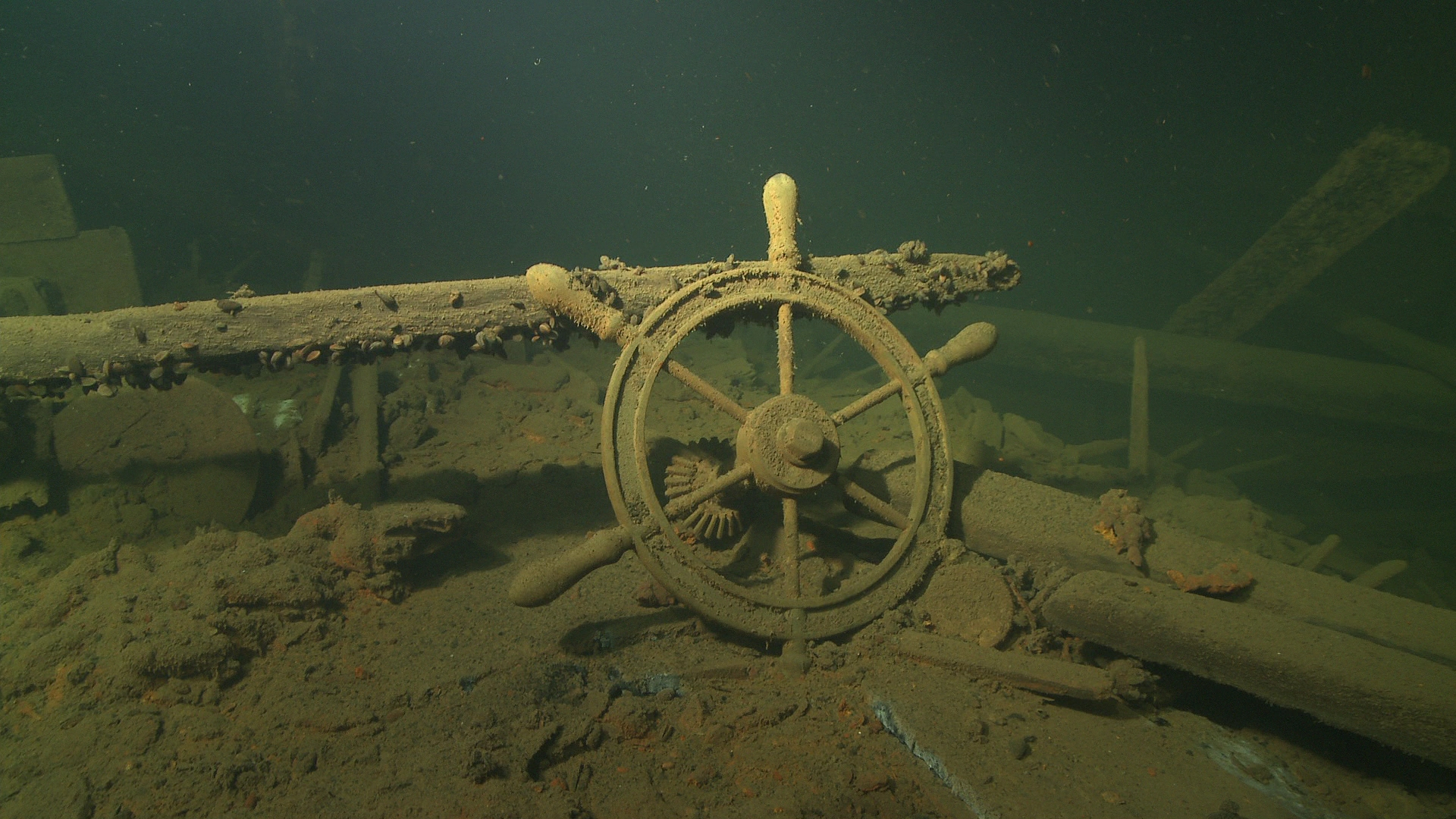
يعتبر حطام E. Russ في إستونيا نصبًا تراثيًا وطنيًا.

علم الآثار تحت الماء هو علم الآثار الذي يمارس تحت الماء.  كما هو الحال مع جميع فروع علم الآثار الأخرى ، فقد تطورت من جذوره في ما قبل التاريخ وفي العصر الكلاسيكي لتشمل مواقع من العصور التاريخية والصناعية. لقد كان قبوله تطورًا متأخرًا نسبيًا بسبب صعوبات الوصول إلى المواقع تحت الماء والعمل فيها ، ولأن تطبيق علم الآثار على المواقع تحت الماء ظهر في البداية من المهارات والأدوات التي طورها منقذو حطام السفن.  نتيجة لذلك ، كافح علم الآثار المغمور بالمياه في البداية لتأسيس نفسه كبحث أثري حقيقي.  تغير الوضع عندما بدأت الجامعات في تدريس هذا الموضوع وعندما تم تأسيس قاعدة نظرية وعملية للتخصص الفرعي. أصبح لعلم الآثار تحت الماء الآن عددًا من الفروع ، بعد أن أصبح مقبولًا على نطاق واسع في أواخر الثمانينيات بما في ذلك ، علم الآثار البحرية : الدراسة القائمة على أساس علمي لحياة الإنسان السابقة ، والسلوكيات والثقافات وأنشطتها في ، وما حول، و (مؤخرًا) تحت البحر ومصبات الأنهار والأنهار.  غالبًا ما يتم تنفيذ ذلك باستخدام البقايا المادية الموجودة في أو حول أو تحت الملح أو المياه العذبة أو المدفونة تحت رواسب مسجلة بالمياه.  في السنوات الأخيرة ، ظهرت أيضًا دراسة مواقع الحرب العالمية الثانية المغمورة والطائرات المغمورة في شكل علم آثار الطيران تحت الماء كنشاط بحسن نية. 
على الرغم من أن علم الآثار تحت الماء غالبًا ما يساء فهمه على هذا النحو ، إلا أنه لا يقتصر على دراسة حطام السفن . بل أيضاً التغيرات في مستوى سطح البحر بسبب الأحداث الزلزالية المحلية مثل الزلازل التي دمرت بورت رويال والإسكندرية أو تغيرات مناخية أكثر انتشارًا على نطاق قاري تعني أن بعض مواقع الاحتلال البشري التي كانت في يوم من الأيام على اليابسة مغمورة الآن.   في نهاية العصر الجليدي الأخير ، كان بحر الشمال سهلاً عظيماً ، وفي بعض الأحيان يتم استرداد مادة الأنثروبولوجيا ، وكذلك بقايا الحيوانات مثل الماموث ، بواسطة سفن الصيد. أيضًا ، نظرًا لأن المجتمعات البشرية كانت تستخدم الماء دائمًا ، في بعض الأحيان لا تزال بقايا الهياكل التي بنتها هذه المجتمعات تحت الماء موجودة (مثل أسس العمود المرفقي ،  الجسور والموانئ ) عندما يتم فقد الآثار على الأراضي الجافة. ، فإن المواقع الأثرية المغمورة بالمياه تغطي مجموعة واسعة تشمل: المواقع الأصلية المغمورة بالمياه والأماكن التي عاش فيها الناس أو زاروها ذات مرة والتي غطتها المياه لاحقًا بسبب ارتفاع مستويات سطح البحر ؛ الآبار والصخور الصغيرة وحطام السفن (حطام السفن والطائرات ) ؛ بقايا الهياكل التي تم إنشاؤها في الماء (مثل الكرات أو الجسور أو الموانئ ) ؛ الهياكل الأخرى المتعلقة بالميناء ؛ مواقع النفايات أو الحطام حيث يتخلص الناس من نفاياتهم ونفاياتهم وغيرها من الأشياء ، مثل السفن والطائرات والذخائر والآلات ، عن طريق إلقاءها في الماء.

## إمكانات البحث
هناك العديد من الأسباب التي تجعل علم الآثار المغمورة بالمياه مهمة وتقدم مساهمة كبيرة لمعرفتنا بالماضي. في مجال حطام السفن وحده ، يمكن أن يكون لحطام السفن الفردية أهمية تاريخية كبيرة إما بسبب حجم الخسائر في الأرواح (مثل تيتانيك ) أو ظروف الخسارة (كانت هوساتونيك أول سفينة في التاريخ غرقتها غواصة معادية)   يمكن أن تكون حطام السفن مثل ماري روز مهمة أيضًا لعلم الآثار لأنها يمكن أن تشكل نوعًا من كبسولة زمنية عرضية ، مما يحافظ على مجموعة من القطع الأثرية البشرية في الوقت الذي فقدت فيه السفينة.  
في بعض الأحيان لا يكون حطام السفينة هو المهم ، ولكن حقيقة أننا نتمكن من الوصول إلى بقاياها ، خاصةً حيث كانت السفينة ذات أهمية وأهمية كبيرة في تاريخ العلوم والهندسة (أو الحرب) ، بسبب كونها الأولى من نوعها من السفن. يمكن تتبع تطور الغواصات ، على سبيل المثال ، من خلال البحث الأثري تحت الماء ، عبر غواصة إتش إل هانلي ، التي كانت أول غواصة تغرق سفينة معادية (كان لدى هانلي أيضًا تفاصيل بناء فريدة لم يتم العثور عليها في السفن السابقة وكانت واحدة من السفن الحربية التاريخية القليلة) ؛  Resurgam II ، أول غواصة تعمل بالطاقة ؛  وهولندا 5 ، والتي توفر نظرة ثاقبة لتطوير الغواصات في البحرية البريطانية. 

## التحديات
يصعب الوصول إلى المواقع المغمورة بالمياه ، وهي أكثر خطورة مقارنة بالعمل في الأراضي الجافة. من أجل الوصول إلى الموقع مباشرة ، فإن معدات الغوص ومهارات الغوص ضرورية. فالأعماق التي يمكن للغواصين الوصول إليها والمدة الزمنية المتاحة في الأعماق محدودة. بالنسبة للمواقع العميقة البعيدة عن متناول الغواصين ، هناك حاجة إلى غواصات أو معدات استشعار عن بعد .
غالبًا ما تكون المواقع تحت الماء ديناميكية ، أي أنها تخضع للحركة بواسطة التيارات أو الأمواج أو أضرار العواصف أو تدفقات المد والجزر. قد يتم اكتشاف الهياكل بشكل غير متوقع أو دفنها تحت الرواسب . بمرور الوقت ، ستتآكل الهياكل المكشوفة وتتفكك وتشتت. قد تجعل الطبيعة الديناميكية للبيئة الحفظ في الموقع أمرًا غير ممكن ، خاصة وأن المواد العضوية المكشوفة ، مثل خشب حطام السفينة ، من المحتمل أن تستهلكها الكائنات البحرية مثل أرصفة السفن ‏ . بالإضافة إلى ذلك ، يمكن أن تكون المواقع تحت الماء نشطة كيميائيًا ، مما يؤدي إلى إمكانية ترشيح الحديد من الهياكل المعدنية لتشكيل خرسانات . ثم يترك المعدن الأصلي في حالة هشة. خاصة القطع الأثرية المستعادة من المواقع تحت الماء كونها تحتاج إلى عناية خاصة.
قد تكون الرؤية رديئة بسبب الرواسب أو الطحالب في الماء وقلة اختراق الضوء.  هذا يعني أن تقنيات المسح التي تعمل بشكل جيد على الأرض (مثل التثليث) ، لا يمكن استخدامها بشكل فعال تحت الماء.
بالإضافة إلى ذلك ، قد يكون من الصعب السماح بالوصول إلى نتائج البحث الأثري لأن المواقع المغمورة بالمياه لا توفر إمكانيات جيدة للتواصل أو الوصول لعامة الناس.  تم العمل على سد هذه الصعوبة من خلال استخدام شبكة الويب العالمية لمشاريع البث عبر الإنترنت ، أو أنظمة مخصصة للواقع الافتراضي  والتي تسمح للمستخدمين بإجراء غوص افتراضي في إعادة بناء تفاعلية ثلاثية الأبعاد للموقع الأثري تحت الماء. ومن الأمثلة على ذلك التنقيب عن ثأر الملكة آن  وبرنامج QR DiveLive ،  رحلة ميدانية افتراضية تفاعلية حية إلى موقع حطام السفن.

## التقنيات
على الرغم من تطوير التقنيات والأدوات المتخصصة لمواجهة تحديات العمل تحت الماء ، فإن الأهداف والعملية الأثرية هي نفسها في الأساس كما في أي سياق آخر. ومع ذلك ، من المحتمل أن يستغرق التحقيق في موقع تحت الماء وقتًا أطول ويكون أكثر تكلفة من موقع أرضي مكافئ. 
من المحتمل أن يكون أحد الجوانب المهمة لتصميم المشروع هو إدارة الخدمات اللوجستية للتشغيل من القارب وإدارة عمليات الغوص . و عمق المياه فوق الموقع ، وما إذا كان الوصول مقيدًا بالمد والجزر والتيارات والظروف الجوية السيئة مما سيخلق قيودًا كبيرة على التقنيات التي يمكن استخدامها بشكل عملي ومقدار الاستقصاء الذي يمكن تنفيذه بتكلفة معينة أو خلال الجدول الزمني المتفق عليه. اعتمدت العديد من المواقع التي تم فحصها بعناية ، بما في ذلك ماري روز ، بشكل كبير على علماء الآثار المهنيين الذين عملوا على مدى فترة زمنية طويلة. 

### استبيان عن الموقع

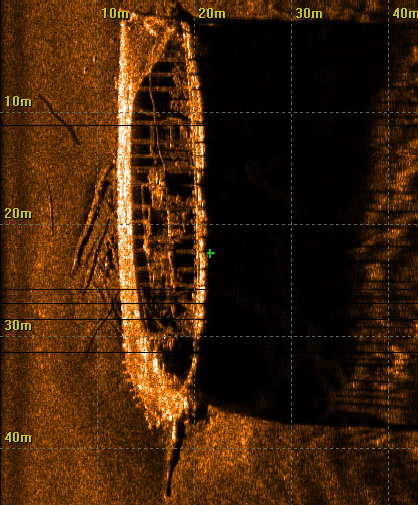
صورة سونار للمسح الجانبي للمساعدة في حطام السفن في إستونيا.

يعتمد نوع المسح المطلوب على المعلومات المطلوبة لحل الأسئلة الأثرية ، ولكن معظم المواقع ستحتاج على الأقل إلى شكل من أشكال المسح الطوبوغرافي وخطة موقع توضح مواقع القطع الأثرية والمواد الأثرية الأخرى ، وأين تم أخذ العينات وأين كانت مختلفة و إجراء أنواع من التحقيقات الأثرية. سيتطلب التقييم البيئي للمواقع الأثرية أيضًا تسجيل الظروف البيئية مثل (كيمياء المياه ، الخصائص الديناميكية) بالإضافة إلى الكائنات الطبيعية الموجودة في الموقع. بالنسبة لحطام السفن ، وخاصة حطام السفن في عصر ما بعد الصناعة ، قد تحتاج تهديدات التلوث من مواد الحطام إلى التحقيق فيها وتسجيلها.
يتم إجراء الاستشعار عن بعد أو الجيوفيزياء البحرية  بشكل عام باستخدام المعدات التي يتم سحبها من سفينة على السطح وبالتالي لا تتطلب أي شخص أو أي معدات لاختراق عمق الموقع بالكامل. السونار الحساس ، وخاصة سونار المسح الجانبي أو السونار متعدد الحزم  يمكن استخدامه لتصوير موقع تحت الماء. يمكن استخدام القياس المغناطيسي  لتحديد موقع البقايا المعدنية مثل حطام السفن المعدنية والمراسي والمدافع . التنميط تحت القاع   يستخدم السونار للكشف عن الهياكل المدفونة تحت الرواسب.

### التسجيل

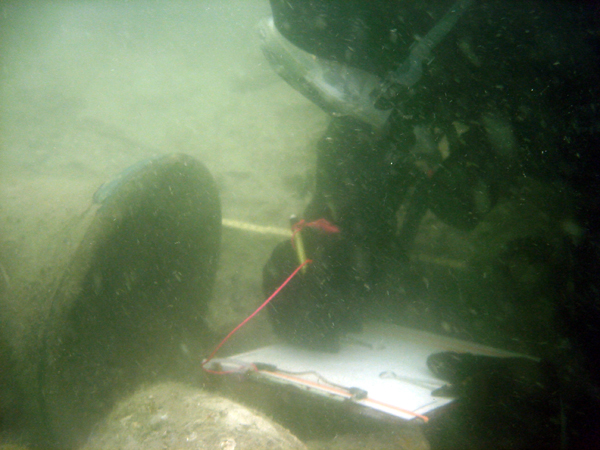
عالم آثار LAMP يسجل رسمًا مصغرًا لجرس السفينة الذي تم اكتشافه في أواخر القرن الثامن عشر "حطام العاصفة" قبالة سانت أوغسطين ، فلوريدا

تتوفر مجموعة متنوعة من التقنيات للغواصين لتسجيل النتائج تحت الماء. الرسم بالمقياس هو الأداة الأساسية لعلم الآثار ويمكن إجراؤه تحت الماء. سوف تكتب أقلام الرصاص تحت الماء على ألواح بيرماتريس أو ألواح بلاستيكية أو ورق مصفح غير لامع.
يعد التصوير الفوتوغرافي وتصوير الفيديو من الدعائم الأساسية للتسجيل ، والتي أصبحت أكثر ملاءمة مع ظهور الكاميرات الرقمية الثابتة وكاميرات الفيديو عالية الدقة بأسعار معقولة. يمكن تزويد الكاميرات ، بما في ذلك كاميرات الفيديو ، بأغلفة خاصة تحت الماء تمكن من استخدامها لتصوير الفيديو تحت الماء . ضعف الرؤية تحت الماء وتشويه الصورة بسبب الانكسار يعني أنه من الصعب الحصول على صور منظورة. ومع ذلك ، من الممكن التقاط سلسلة من الصور في النقاط المجاورة ثم دمجها في صورة مركبة واحدة أو صورة الفسيفساء الضوئية للموقع بأكمله. أصبح القياس التصويري ثلاثي الأبعاد أيضًا وسيلة شائعة جدًا لتصوير المواد الثقافية تحت الماء ومواقع حطام السفن. 

### حفريات
عندما يكون التنقيب تحت الماء مناسبًا ، يمكن إزالة الطمي والرواسب من منطقة التحقيق باستخدام نعرات مائية أو جسر جوي . عند استخدامها بشكل صحيح ، فإن هذه الأجهزة لها فائدة إضافية في تحسين الرؤية في المنطقة المجاورة مباشرة للتحقيق. من المهم أيضًا ملاحظة أنه في حالة أعماق البحار ، تُستخدم الغواصات أحيانًا لعرض المواقع. يمكن أيضًا إجراء التصوير الفوتوغرافي تحت الماء من هذه الغواصات مما يساعد في عملية التسجيل.

### علم الآثار
يتم استخدام مجموعة متنوعة من العلوم الأثرية في علم الآثار تحت الماء. يعتبر علم تحديد أعمار الأشجار تقنية مهمة خاصة لتأريخ أخشاب السفن الخشبية. قد توفر أيضًا معلومات إضافية ، بما في ذلك المنطقة التي تم فيها حصاد الأخشاب (أي من المحتمل أن تكون مكان بناء السفينة) وما إذا كانت هناك إصلاحات أو إعادة استخدام لاحقة للمواد التي تم إنقاذها أم لا. نظرًا لأنه يمكن الحفاظ على المواد النباتية والحيوانية تحت الماء ، فإن علم الآثار وعلم الآثار لها دور في علم الآثار تحت الماء. على سبيل المثال ، بالنسبة للمواقع الأرضية المغمورة بالمياه أو المياه الداخلية ، يمكن أن يوفر تحديد عينات حبوب اللقاح من الطبقات الرسوبية أو الطينية معلومات عن النباتات التي تنمو على الأرض المحيطة ، وبالتالي عن طبيعة المناظر الطبيعية. يمكن الحصول على معلومات حول المشغولات المعدنية من خلال الأشعة السينية للخرسانة. يمكن أن توفر الجيولوجيا نظرة ثاقبة حول كيفية تطور الموقع ، بما في ذلك التغيرات في مستوى سطح البحر ، والتعرية بواسطة الأنهار ، والترسبات بسبب الأنهار أو في البحر.

### استعادة القطع الأثرية وحفظها
القطع الأثرية المستعادة من المواقع المغمورة تحتاج إلى تثبيت لإدارة عملية إزالة المياه والحفاظ عليها.   تحتاج القطعة الأثرية إما إلى التجفيف بعناية ، أو استبدال الماء ببعض الوسط الخامل (كما في حالة ماري روز ). يجب تثبيت القطع الأثرية المسترجعة من المياه المالحة ، وخاصة المعادن والزجاج بعد امتصاص الملح أو ترشيح المعادن. من الممكن الحفاظ على الهياكل تحت الماء في الموقع ، ولكن يجب مراعاة الطبيعة الديناميكية للموقع. قد تؤدي التغييرات التي تطرأ على الموقع أثناء التحقيق التطفلي أو إزالة القطع الأثرية إلى أعمال تجفيف مما يعرض الموقع لمزيد من التدهور.

### تفسير وعرض علم الآثار تحت الماء
يمكن استخدام مسارات الغواصين التي تسمى أيضًا مسارات الحطام للسماح للغواصين بزيارة وفهم المواقع الأثرية المناسبة للغطس.  أحد الأمثلة الممتازة هو ممر حطام سفينة فلوريدا بانهاندل التابع لشبكة فلوريدا العامة للآثار (FPAN). "  يتميز مسار حطام سفينة فلوريدا بانهاندل بحطام 12 سفينة بما في ذلك الشعاب المرجانية الاصطناعية ومجموعة متنوعة من الحياة البحرية للغوص والغطس وصيد الأسماك قبالة شواطئ بينساكولا وديستين وبنما سيتي وبورت سانت جو بولاية فلوريدا .  بخلاف ذلك ، سيعتمد العرض عادةً على النشر (مقالات في الكتب أو المجلات ، ومواقع الويب والوسائط الإلكترونية مثل الأقراص المضغوطة). يمكن للبرامج التليفزيونية ومقاطع الفيديو على شبكة الإنترنت ووسائل التواصل الاجتماعي أن تجلب فهمًا للآثار المغمورة بالمياه إلى جمهور عريض. تضمن مشروع Mardi Gras Shipwreck  فيلمًا وثائقيًا عالي الدقة مدته ساعة واحدة ،  مقاطع فيديو قصيرة للمشاهدة العامة وتحديثات الفيديو أثناء الرحلة الاستكشافية كجزء من التوعية التعليمية. يعد البث عبر الإنترنت أيضًا أداة أخرى للتواصل التعليمي.

## روابط خارجية
- مؤسسة RPM البحرية
- معهد التاريخ البحري نسخة محفوظة 2019-08-18 على موقع واي باك مشين.
- معهد علم الآثار البحرية
- البرنامج البحري الأثري للمنارة (LAMP) ، سانت أوغسطين ، فلوريدا
- مركز الآثار التاريخية والبحرية ، جامعة بريستول
- مركز علم الآثار البحرية بجامعة ساوثهامبتون نسخة محفوظة 25 أغسطس 2019 على موقع واي باك مشين.
- مركز علم الآثار البحرية ، جامعة أولستر ، كوليرين
- الرأسمالية مقابل الاشتراكية في علم الآثار تحت الماء نسخة محفوظة 1 مايو 2007 على موقع واي باك مشين. بقلم إي لي سبنس
- جامعة شرق كارولينا للدراسات البحرية
- مركز الموارد المغمورة لخدمة المتنزهات القومية
- Mystery Mardi Gras شورت حطام السفينة
- شبكة فلوريدا العامة للآثار
- علم الآثار تحت الماء الاسكندنافي
- موارد لعلماء الآثار البحرية
- "حطام السفن" في ستيلويل ، ريتشارد ، ويليام إل ماكدونالد ، ماريان هولاند ماك أليستر ، محرران.[وصلة مكسورة] موسوعة برينستون للمواقع الكلاسيكية ، 1976 ، تتضمن قائمة أبجدية لمواقع الحطام المعروفة من العصور الكلاسيكية القديمة.[وصلة مكسورة] [ رابط ميت دائم ]
- برنامج علم الآثار لخدمة المتنزهات الوطنية
- شبكة المواقع الأثرية المغمورة
- برنامج الآثار البحرية بجامعة جنوب الدنمارك
- مشروع حطام سفينة "ماردي غرا"
- مركز أكسفورد لعلم الآثار البحرية
- المعهد الأوروبي للأرشيفات Sous-Marine نسخة محفوظة 17 أغسطس 2017 على موقع واي باك مشين.